# بچه کاراته‌کار، قسمت سوم
بچه کاراته‌کار، قسمت سوم (انگلیسی: The Karate Kid, Part III) یک فیلم درام آمریکایی در سبک هنرهای رزمی محصول سال ۱۹۸۹ است که سومین فیلم در مجموعه فیلم‌های بچه کاراته‌کار و دنباله‌ای بر بچه کاراته‌کار، قسمت دوم (۱۹۸۶) محسوب می‌شود. رالف ماکیو، پت موریتا، روبین لایولی مارتین کووا و توماس ایان گریفیت در اولین فیلم خود در این فیلم بازی می‌کنند. در این فیلم، جان کریس بازگشته، با کمک بهترین دوستش تری سیلور، تلاش کند تا از دنیل لاروسو و آقای میاگی انتقام بگیرد که شامل استخدام یک رزمی کار بی‌رحم (مایک بارنز) و آسیب رساندن به رابطه آنها می‌شود.
اگرچه در باکس آفیس نسبتاً موفق بود، اما این فیلم عموماً نقدهای منفی دریافت کرد، با انتقادهایی که هدف آن بازخوانی عناصر موجود در دو فیلم قبلی بود، اگرچه بازی توماس ایان گریفیت در نقش تری سیلور مورد تحسین برخی از منتقدان قرار گرفت. در سال ۱۹۹۴ دنباله‌ای نامربوط با نام بچه کاراته‌کار بعدی منتشر شد. 

## تولید
رابرت مارک کامن در ابتدا می‌خواست این فیلم پیش درآمدی باشد که هنوز دو بازیگر اصلی در آن نقش دارند. طرح اصلی شامل سفر دانیل و آقای میاگی به چین قرن شانزدهم در خواب و ملاقات با اجداد میاگی بود. کامن دنباله آن را شبیه به یک فیلم ووشیا به سبک هنگ کنگ تصور کرد و همچنین یک قهرمان زن داشت. با این حال، تولیدکنندگان از این ایده خودداری کردند و کامن تمایلی به تکرار "همان داستان از نو" نداشت. او تنها پس از آن بازگشت که استودیو موافقت کرد به او پول بیشتری بدهد.
پس از اینکه روبین لایولی برای نقش جسیکا اندروز در این فیلم در سال ۱۹۸۸ انتخاب شد، تهیه‌کنندگان مجبور شدند نقش او را در عشق جدید دنیل لاروسو، قهرمان داستان، تغییر دهند، زیرا لایولی در زمان فیلمبرداری تنها ۱۶ سال داشت و هنوز خردسال بود، در حالی که رالف ماکیو ۲۷ (اگرچه شخصیت دنیل لاروسو ۱۷ سال است). این وضعیت باعث شد که صحنه‌های عاشقانه بین جسیکا و دانیل بازنویسی شود به طوری که این زوج فقط دوستی صمیمی برقرار کردند.  گرچه توماس ایان گریفیت در نقش یک کهنه سرباز ویتنام (تری سیلور) بازی می‌کند که تقریباً ۲۰ سال از دنیل بزرگتر است، گریفیث در واقع چند ماه از ماکیو کوچکتر است.
در ابتدا قرار بود جان کریس نقش بزرگتری در این فیلم داشته باشد، اما به دلیل تضاد برنامه فیلمبرداری مارتین کوو با زمان سخت در سیاره زمین، شخصیت تری سیلور در فیلمنامه نوشته شد.

## انتشار
این فیلم در ۳۰ ژوئن ۱۹۸۹ در ایالات متحده اکران شد. در فیلیپین، فیلم در ۶ سپتامبر اکران شد.

## بازخوردها
- در راتن تومیتوز، این فیلم بر اساس ۳۳ نقد، ۱۵ درصد محبوبیت دارد و میانگین امتیاز ۳٫۸ از ۱۰ را دارد.[۱۰]
- در متاکریتیک، فیلم بر اساس ۱۲ منتقد، میانگین وزنی امتیاز ۳۶ از ۱۰۰ را دارد که نشان‌دهنده «بررسی‌های عموماً نامطلوب» است.[۱۱]
- تماشاگران در نظرسنجی سینماسکور به فیلم نمره متوسط "B-" در مقیاس A+ تا F دادند.[۱۲]